# Evalljapyx mckenziei
Evalljapyx mckenziei är en urinsektsart som beskrevs av Smith 1960. Evalljapyx mckenziei ingår i släktet Evalljapyx och familjen Japygidae. Inga underarter finns listade i Catalogue of Life.